# カテリーナ
カテリーナ（kateryna、1986年3月28日、ウクライナ生まれ）は、日本国内で二人だけのバンドゥーラ奏者。カロスエンターテイメント所属。

## 略歴・人物
幼少期より故郷ウクライナの民族楽器であるバンドゥーラに触れ、演奏法・歌唱法を教わる。
その後、民族音楽団「チェルボナカリーナ」に所属・活動を開始し、10歳の時に日本公演出演のため初来日。
16歳からウクライナ・レフゥツキー音楽専門学校で声楽、バンドゥーラの演奏技術、音楽理論を本格的に学ぶ。
2008年、音楽活動の拠点を東京に移すため10数年振りに再来日。
日本ではバンドゥーラ奏者の他に、ボーカリストとして様々なジャンルの楽曲を歌唱している。

## 活動

### ディスコグラフィ
- 2008年　「Banduriste」
- 2014年　「Banduriste2」
- 2017年　「ふるさと」

### メディア出演等
- 2012年
  - 日本テレビ「のどじまんTHEワールド!」
- 2014年
  - TBSラジオ「大沢悠里のゆうゆうワイド」
  - テレビ朝日「関ジャニの仕分け∞」
- 2015年
  - エフエムむさしの、横須賀エフエム放送、エフエム西東京、横浜エフエム放送、NHKラジオ
  - 朝日新聞「ひと」掲載
  - 読売新聞「しあわせ小箱」5日間連続掲載
- 2016年
  - IBM ProVision 雑誌掲載
  - NHKラジオ「ちきゅうラジオ」
  - TBSテレビ「メイドインジャパン!」
  - 東京新聞「東京レター・WELCOME」掲載。
  - 横浜エフエム放送
- 2017年
  - エフエム富士
  - エフエム浦安
  - BSテレビ東京「おんがく交差点」
  - 音楽之友社「音楽の友」掲載
  - フォーサイトWEB5日間連続掲載。
  - 日本テレビ「のどじまんTHEワールド!」
- 2018年
  - BSテレビ東京「おんがく交差点」
- 2019年
  - CityFMさいたま
  - 毎日新聞
- 2020年
  - 千葉県チーバくんパートナー に任命[2]　
  - 千葉テレビ「Newsチバ」
- 2021年
  - 毎日新聞、神奈川新聞
  - 2020年東京オリンピック・パラリンピック生配信
  - 渋谷クロスFM「音楽マンションプレゼンツLife with Music」
  - TOKYO MX「大使館☆晩餐会」[3]
- 2022年
  - 新聞掲載
    - ジャパンタイムズ
    - 中日新聞、神奈川新聞、神戸新聞、読売新聞、東京新聞、朝日新聞、毎日新聞
    - 日刊スポーツ、スポーツニッポン、サンケイスポーツ、スポーツ報知、デイリースポーツ

  - ラジオ出演
    - FM東京、文化放送
    - 渋谷クロスFM「アリス矢沢透の飲食応援団!（4月20日）」
    - ニッポン放送「森田健作 青春の勲章はくじけない心（6月20日）」
    - FM NACK5「森田健作 もぎたて朝一番!（6月26日）」

  - 取材
    - 共同通信、encount、週刊女性、日刊ゲンダイ「おふくろメシ（7月2日）」

  - テレビ出演
    - NHK「国際報道2022」「NHKニュース7」
    - フジテレビ「めざましテレビ」
    - TBSテレビ「ひるおび」
- その他
  - 松山千春「コンサートツアー2022」（5月12日・東京国際フォーラム）[4]
  - 「ウクライナ義援金贈呈式」（5月24日・東京ステーションホテル）
  - 小林幸子YouTubeチャンネル「小林幸子はYouTuBBA!!（6月5日）」[5]